# Danh sách vùng của Hoa Kỳ

Bốn vùng của Hoa Kỳ được biểu thị bằng bốn màu rõ rệt cùng với 9 phân vùng được phân chia thêm từ vùng bằng các màu đậm nhạt.

Đây là Danh sách các vùng của Hoa Kỳ bao gồm các khu vực chính thức (chính phủ) và không chính thức trong phạm vi biên giới của Hoa Kỳ, không tính từng tiểu bang Hoa Kỳ, Đặc khu Columbia hay từng khu vực chuẩn nhỏ như thành phố hoặc quận. Các vùng không còn nữa hay các vùng cổ xưa đã được trình bày trong Các vùng lịch sử của Hoa Kỳ.

## Các vùng liên tiểu bang

### Các vùng chính thức của Hoa Kỳ
Là các vùng được định nghĩa trong luật pháp hoặc các quy định của Chính phủ liên bang.

#### Các vùng của cục quản lý nguồn nước

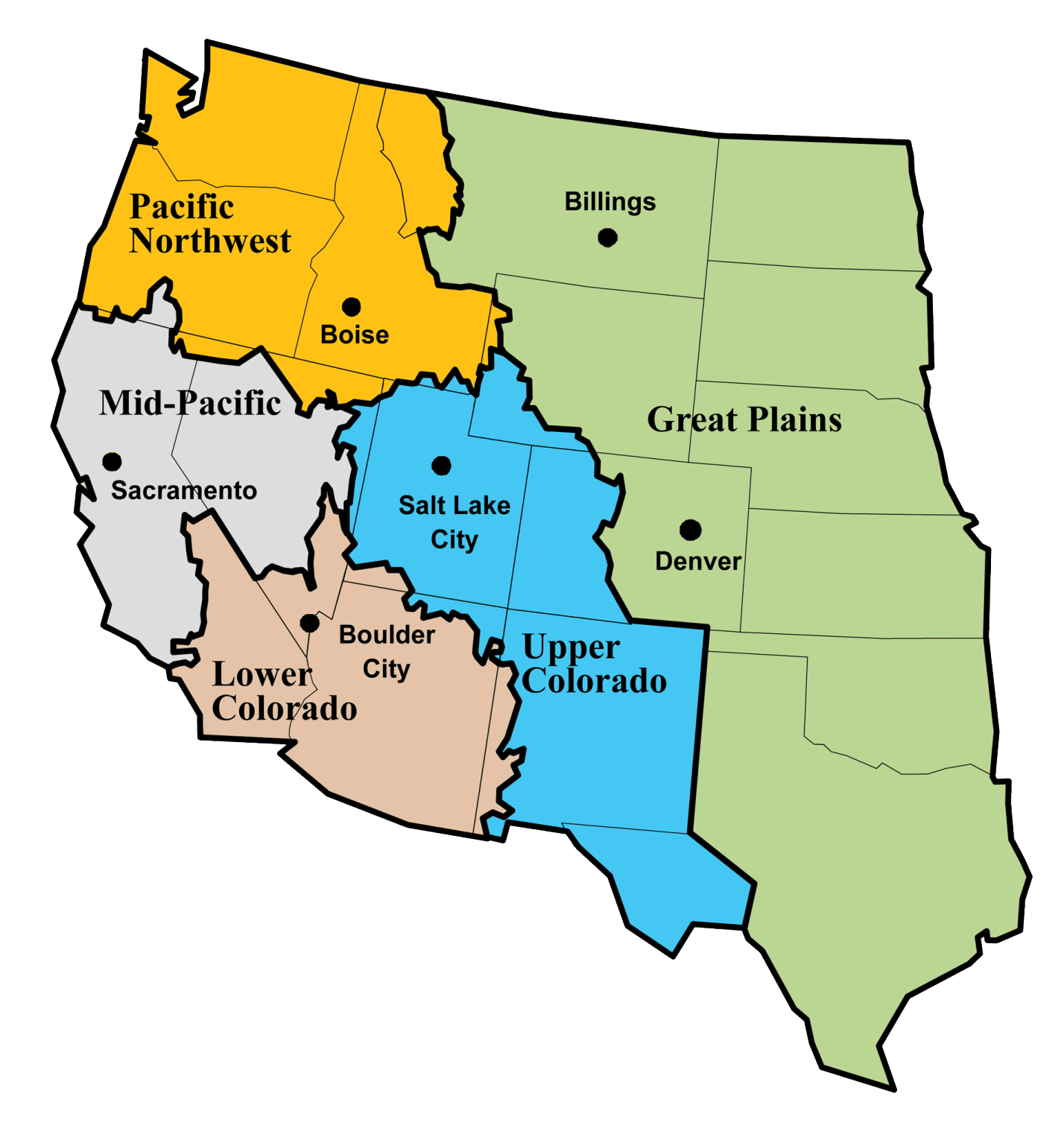
Các vùng của Cục quản lý nguồn nước

Cục quản lý nguồn nước Hoa Kỳ chia Tây Hoa Kỳ thành 5 vùng:
- Vùng Đại Bình nguyên - Billings, Montana (văn phòng vùng đặt tại thành phố này)
- Vùng Hạ Colorado - Boulder City, Nevada
- Vùng Trung-Thái Bình Dương - Sacramento, California
- Vùng Tây Bắc Thái Bình Dương - Boise, Idaho
- Vùng Thượng Colorado - Salt Lake City, Utah

#### Các khu vực được ấn định bởi Cục Điều tra Dân số

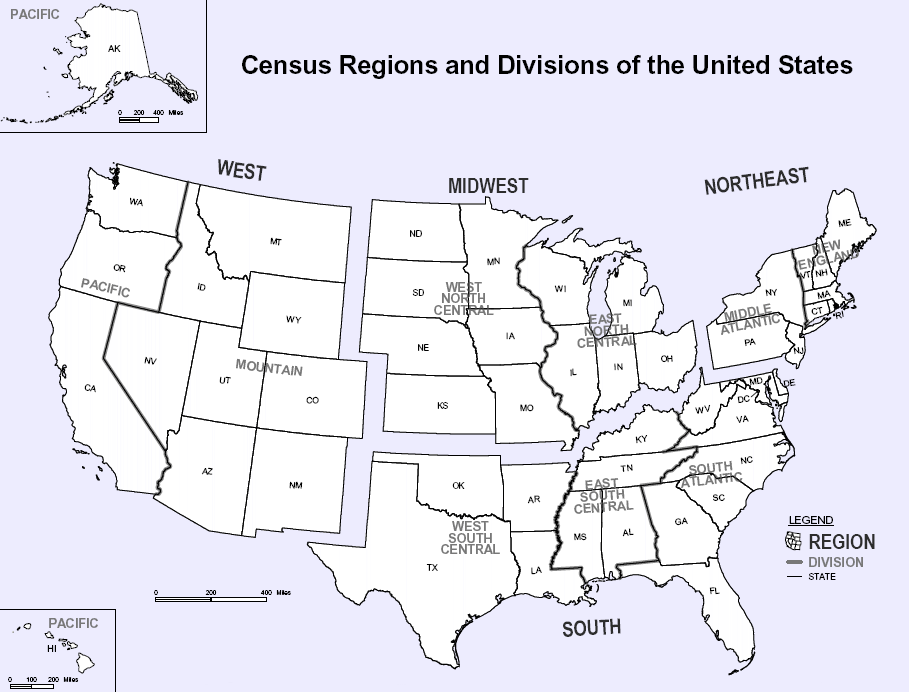
Các vùng của Cục Điều tra Dân số Hoa Kỳ

Các đơn vị vùng do Cục Điều tra Dân số Hoa Kỳ phân chia
- Vùng 1 (Đông Bắc - northeast)
  - Phân vùng 1 (Tân Anh Cát Lợi) : Maine, Vermont, New Hampshire, Massachusetts, Rhode Island, và Connecticut.
  - Phân vùng 2 (Trung-Đại Tây Dương) : New York, New Jersey, và Pennsylvania.
- Vùng 2 (Trung Tây - midwest)
  - Phân vùng 3 (Trung Đông Bắc) : Illinois, Indiana, Michigan, Ohio, và Wisconsin.
  - Phân vùng 4 (Trung Tây Bắc) : Iowa, Kansas, Minnesota, Missouri, Nebraska, Bắc Dakota và Nam Dakota.
- Vùng 3 (Nam - south)
  - Phân vùng 5 (Nam Đại Tây Dương) : Delaware, Florida, Georgia, Maryland, Bắc Carolina, Nam Carolina, Virginia, Tây Virginia, và Đặc khu Columbia.
  - Phân vùng 6 (Trung Đông Nam) : Alabama, Kentucky, Mississippi và Tennessee.
  - Phân vùng 7 (Trung Tây Nam) : Arkansas, Louisiana, Oklahoma và Texas.
- Vùng 4 (Tây - west)
  - Phân vùng 8 (Miền núi) : Arizona, Colorado, Idaho, Montana, Nevada, New Mexico, Utah, và Wyoming.
  - Phân vùng 9 (Thái Bình Dương) : Alaska, California, Hawaii, Oregon, và Washington.

#### Các vùng chuẩn của liên bang

Các vùng chuẩn của liên bang

Mười vùng chuẩn của liên bang được thiết lập qua Thông tư A-105 "Các vùng chuẩn liên bang" của Cục Quản lý và Ngân sách vào tháng 4 năm 1974 và bắt buộc phải áp dụng đối với tất cả các cơ quan hành chánh. 
- Vùng I: Connecticut, Maine, Massachusetts, New Hampshire, Rhode Island, Vermont
- Vùng II: New Jersey, New York, Puerto Rico, Virgin Islands
- Vùng III: Delaware, Maryland, Pennsylvania, Virginia, Tây Virginia
- Vùng IV: Alabama, Florida, Georgia, Kentucky, Mississippi, Bắc Carolina, Nam Carolina, Tennessee
- Vùng V: Illinois, Indiana, Michigan, Minnesota, Ohio, Wisconsin
- Vùng VI: Arkansas, Louisiana, New Mexico, Texas, Oklahoma
- Vùng VII: Iowa, Kansas, Missouri, Nebraska
- Vùng VIII: Colorado, Montana, Bắc Dakota, Nam Dakota, Utah, Wyoming
- Vùng IX: Arizona, California, Hawaii, Nevada (American Samoa, Guam, Northern Mariana Islands, Trust Territory of the Pacific Islands)
- Vùng X: Alaska, Idaho, Oregon, Washington

#### Các khu vực tòa phúc thẩm

Các khu vực tòa phúc thẩm Hoa Kỳ

Được Quốc hội Hoa Kỳ ấn định, hệ thống tòa án liên bang được chia thành 11 khu vực, mỗi khu vực có riêng một tòa án phúc thẩm (cũng có một Tòa án Phúc thẩm khu vực Đặc khu Columbia và một Tòa án Phúc thẩm Liên bang. Cả hai tòa án này đều nằm trong Washington D.C. và có quyền hạn pháp lý đặc biệt, không phân biệt vùng địa lý)
- Tòa án Phúc thẩm Hoa Kỳ Khu vực 1 (Tòa đặt tại Boston, Massachusetts)
- Tòa án Phúc thẩm Hoa Kỳ Khu vực 2 (Tòa đặt tại New York, New York)
- Tòa án Phúc thẩm Hoa Kỳ Khu vực 3 (Tòa đặt tại Philadelphia, Pennsylvania)
- Tòa án Phúc thẩm Hoa Kỳ Khu vực 4 (Tòa đặt tại Richmond, Virginia)
- Tòa án Phúc thẩm Hoa Kỳ Khu vực 5 (Tòa đặt tại New Orleans, Louisiana)
- Tòa án Phúc thẩm Hoa Kỳ Khu vực 6 (Tòa đặt tại Cincinnati)
- Tòa án Phúc thẩm Hoa Kỳ Khu vực 7 (Tòa đặt tại Chicago, Illinois)
- Tòa án Phúc thẩm Hoa Kỳ Khu vực 8 (Tòa đặt tại St. Louis, Missouri)
- Tòa án Phúc thẩm Hoa Kỳ Khu vực 9 (nơi xử án thay đổi từ California đến Alaska, nhưng tổng hành dinh đặt tại San Francisco, California)
- Tòa án Phúc thẩm Hoa Kỳ Khu vực 10 (Tòa đặt tại Denver, Colorado)
- Tòa án Phúc thẩm Hoa Kỳ Khu vực 11 (Tòa đặt tại Atlanta, Georgia)

#### Các ngân hàng của Cục Dự trữ Liên bang

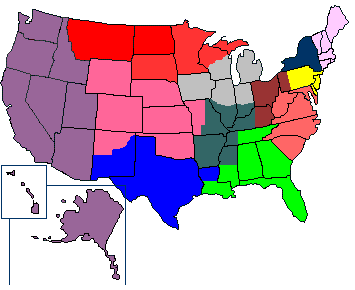
Các khu vực của Cục Dự trữ Liên bang

Đạo luật Dự trữ Liên bang năm 1913 phân chia quốc gia ra thành 12 vùng với một Ngân hàng Dự trữ trung ương trong mỗi vùng.
Các khu vực Dự trữ Liên bang như sau:
1. Ngân hàng Dự trữ Liên bang Boston
2. Ngân hàng Dự trữ Liên bang New York
3. Ngân hàng Dự trữ Liên bang Philadelphia
4. Ngân hàng Dự trữ Liên bang Cleveland
5. Ngân hàng Dự trữ Liên bang Richmond
6. Ngân hàng Dự trữ Liên bang Atlanta
7. Ngân hàng Dự trữ Liên bang Chicago
8. Ngân hàng Dự trữ Liên bang St Louis
9. Ngân hàng Dự trữ Liên bang Minneapolis
10. Ngân hàng Dự trữ Liên bang Kansas City
11. Ngân hàng Dự trữ Liên bang Dallas
12. Ngân hàng Dự trữ Liên bang San Francisco

#### Các múi giờ

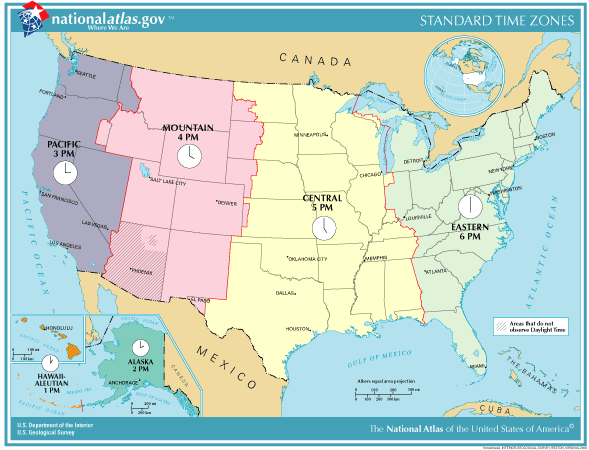
Các múi giờ của Hoa Kỳ

- Giờ chuẩn Hawaii-Aleut
- Giờ chuẩn Alaska
- Giờ chuẩn Thái Bình Dương
- Giờ chuẩn miền Núi
- Giờ chuẩn miền Trung
- Giờ chuẩn miền Đông (Bắc Mỹ)

### Các vùng đa tiểu bang không chính thức của Hoa Kỳ
- Appalachia
- American West
- Ark-La-Tex
- Atlantic Seaboard
- Bible Belt
- Blackstone River Valley
- Các tiểu bang biên giới:
  - Các tiểu bang biên giới (Nội chiến)
  - Các tiểu bang Biên giới Quốc tế
- Xứ Carolina
- Cascadia
- Trung Hoa Kỳ
- Thung lũng Champlain
- Các tiểu bang Duyên hải
- Cao nguyên Colorado
- Hoa Kỳ Lục địa
- Lưu vực Sông Columbia
- Xứ Dakota
- Cực Nam Hoa Kỳ
- Bán đảo Delmarva
- Dixie
- Vùng Driftless
- Duyên hải miền Đông Hoa Kỳ
- Đông Hoa Kỳ
- Ecotopia
- Bốn Góc (Hoa Kỳ)
- Dãy Biên cương
- Đại Hoang mạc Mỹ
- Đại Bồn địa
- Vùng Ngũ Đại Hồ
- Great North Woods
- Đại Bình nguyên
- Đại Thung lũng Appalachia
- Duyên hải vùng Vịnh của Hoa Kỳ
- Vùng Vịnh phía Nam
- Đồng bằng Thượng (Hoa Kỳ)
- Inland Empire (Tây Bắc Thái Bình Dương)
- Nội Bình nguyên
- Các tiểu bang liên sơn
- Các tiểu bang Biên giới Quốc tế
- Hồ Tahoe
- Llano Estacado
- Các tiểu bang Trung Đại Tây Dương
- Trung Mỹ (Hoa Kỳ)
- Trung Tây Hoa Kỳ
- Châu thổ Mississippi
- Thung lũng Mississippi
- Hoang mạc Mojave
- Các tiểu bang miền Núi
- Tân Anh Cát Lợi
- Bắc Dãy núi Rocky
- Thung lũng Ohio
- Cao nguyên Ozark
- Các tiểu bang Thái Bình Dương
- Tây Bắc Thái Bình Dương
- Palouse
- Piedmont
- Piney Woods
- Dãy núi Rocky
- Đồi Shawnee
- Thung lũng Shenandoah
- Xứ Sioux
- Nam Dãy núi Rocky
- Đông Nam Hoa Kỳ
- Tây Nam Hoa Kỳ
- Tam giác Cực Tây Nam
- Thung lũng Susquehanna
- Thung lũng Sông Suwanee
- Thung lũng Tennessee
- Liên-Appalachia
- Upland South
- Thượng Trung Tây
- Xứ Virginia
- Waxhaws
- Duyên hải miền Tây Hoa Kỳ
- Tây Dãy núi Rocky
- Tây Hoa Kỳ

#### "Các vành đai"
Bài viết chính: Các vùng vành đai của Hoa Kỳ
- Vành đai Thánh kinh
- Vành đai Đen (vùng của Hoa Kỳ)
- Vành đai Bắp
- Vành đai Bông vải (vùng)
- Vành đai Ngũ cốc
- Vành đai Gỉ sét
- Vành đai Tuyết
- Vành đai Mặt trời

#### Các vùng đô thị liên tiểu bang
- Vùng đô thị Augusta-Aiken
- Vùng đô thị Baltimore-Washington
- Vùng đô thị Charlotte
- Vùng đô thị Chicago
- Vùng thống kê đô thị Evansville-Henderson, IN-KY
- Vùng thống kê đô thị Cincinnati-Hamilton, OH-KY-IN
- Thung lũng Delaware
- Front Range Urban Corridor
- Đại Boston
- Vùng đô thị Kansas City
- Vùng thống kê đô thị Louisville-Quận Jefferson, KY-IN
- Vùng đô thị Memphis
- Michiana
- Minneapolis-Saint Paul
- Vùng Thủ đô Quốc gia (Hoa Kỳ)
- Vùng đô thị New York, Vùng Tri-State
- Vùng đô thị Omaha-Council Bluffs
- Vùng đô thị Portland
- Quad Cities
- Vùng thống kê đô thị Sacramento-Arden-Arcade-Yuba City, CA-NV
- Đông Nam New England
- Vùng thống kê đô thị St. Louis
- Tri-Cities (Tennessee)
- Twin Ports (Duluth, Minnesota-Superior, Wisconsin)

#### Vùng đại đô thị liên tiểu bang
- Appalachian Piedmont
- BosWash
- Cascadia
- ChiPitts
- SanSan

## Các vùng nội thuộc tiểu bang

#### Alabama

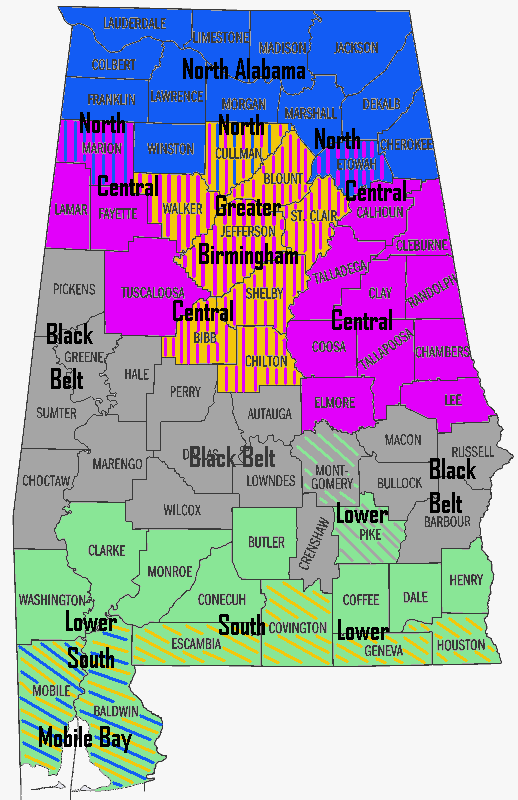

- Đại Birmingham
- Vành đai Đen (vùng của Alabama)
- Trung Alabama
- Duyên hải Vịnh Alabama
- Hạ Alabama
- Vịnh Mobile
- Bắc Alabama
- Đông Bắc Alabama
- Tây Bắc Alabama
- Nam Alabama

#### Alaska

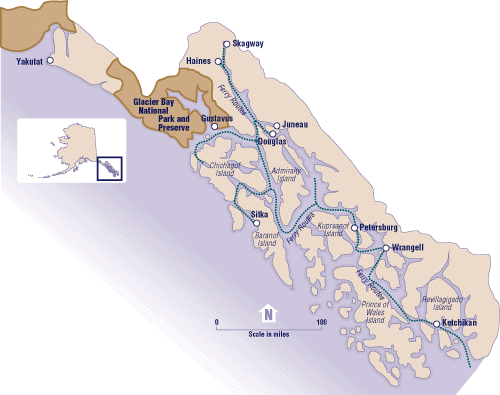
Cán chảo Alaska

- Alaska Bắc Cực
- Alaskan Bush
- Alaska Nội địa
- Alaska Sườn Bắc
- Cán chảo Alaska
- Quần đảo Aleut
- Bán đảo Kenai
- Bán đảo Seward
- Trung Nam Alaska
- Đông Nam Alaska
- Tây Nam Alaska
- Thung lũng Tanana

#### Arizona

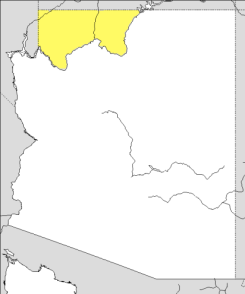
Dãy Arizona

- Dãy Arizona
- Grand Canyon
- Trung Bắc Arizona
- Đông Bắc Arizona
- Bắc Arizona
- Vùng đô thị Phoenix
- Nam Arizona

#### Arkansas
- Ozarks
- Dãy núi Ouachita
- Châu thổ Arkansas
- Tây Arkansas
- Đồng bằng Vịnh Tây Duyên hải
- Đỉnh Crowley
- Sông Arkansas
- Vùng đô thị Little Rock

#### California
- Bắc Duyên hải, California
- Sierra Nevada (Hoa Kỳ)
- Thung lũng Owens
- Thung lũng Trung California
  - Thung lũng Sacramento
    - Vùng Yuba-Sutter
      - Sutter Buttes

  - Thung lũng San Joaquin
- Trung Duyên hải, California
  - Big Sur
  - Thung lũng Salinas
- Bắc California
  - Vùng Vịnh San Francisco
    - Thung lũng Silicon
    - Bán đảo San Francisco
    - Thung lũng Santa Clara
    - Vịnh Bắc (California)
    - Vịnh Đông (California)

  - Vùng Tri-Valley
  - Redwood Empire
  - Gold Country
  - Wine Country
    - Napa Valley
    - Thung lũng Russian River
    - Thung lũng Sonoma

  - Shasta Cascade
  - Yosemite
- SanSan
- Nam California
  - Tech Coast
  - Vùng Đại Los Angeles
    - Các thành phố bờ biển
    - Thung lũng Conejo
    - Thung lũng Crescenta
    - Đông Los Angeles (vùng)
    - Gateway Cities
    - Harbor Area
    - Bán đảo Palos Verdes
    - Thung lũng Santa Clarita
    - Thung lũng San Gabriel
    - Thung lũng San Fernando
    - South Bay
    - Nam Los Angeles
    - Tây Los Angeles (vùng)

  - Inland Empire
    - Thung lũng Cucamonga
    - Thung lũng Pomona
    - Thung lũng Victor

  - Thung lũng Imperial
    - Thung lũng Coachella (Vùng Palm Springs)

  - Mojave Desert
    - Thung lũng Antelope

  - miền núi
  - Quận Cam, California
  - Quận San Diego, California
    - Quận Bắc San Diego, California
- Channel Islands

#### Colorado
- Trung Colorado (part of Southern Rocky Mountains)
- Đồng bằng Đông Colorado (một phần của Đồng bằng cao (Hoa Kỳ) và Đại Đồng bằng)
- Colorado Front Range (một phần của Hành lang Đô thị Front Range)
- Vành đai Khoáng chất Colorado (một phần của Nam Dãy núi Rocky)
- Sườn Tây Colorado (một phần của Nam Dãy núi Rocky và Cao nguyên Colorado)
- Vùng đô thị Denver-Aurora (một phần của Hành lang Đô thị Front Range)
- Thượng Rocky (một phần của Nam Dãy núi Rocky)
- Northwestern Colorado (một phần của Nam Dãy núi Rocky)
- San Luis Valley
- Nam-Trung Colorado (một phần của Hành lang Đô thị Front Range)
- Tây Nam Colorado (một phần của Nam Dãy núi Rocky và Cao nguyên Colorado)

#### Connecticut

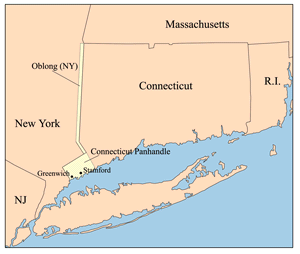
Cán chảo Connecticut và "The Oblong"

- Duyên hải Connecticut
- Cán chảo Connecticut
- Nội đia Connecticut
- Vùng đô thị New York/Gold Coast
- Đồi Litchfield
- Thung lũng Sông Naugatuck
- Đại New Haven
- Đại Hartford
- Thung lũng Sông Hạ Connecticut
- Quiet Corner
- Đông Nam Connecticut
- Tây Nam Connecticut

#### Delaware
- Duyên hải Delaware
- Thung lũng Delaware
- Vùng Mũi (Delaware)

#### Florida

Đệ nhất Duyên hải

Cán chảo Florida

- Big Bend
- Trung Florida
  - Vùng Orlando
- Everglades
- Đệ nhất Duyên hải
- Vùng trung tâm Florida
- Florida Keys
- Cán chảo Florida
  - Duyên hải Emerald
- Fun Coast
- Duyên hải Thiên nhiên
- Trung Bắc Florida
- Nam Florida
  - Gold Coast
- Tây Nam Florida
- Duyên hải Không gian
- Florida Sun Coast
- Vùng Vịnh Tampa
- Duyên hải Treasure

#### Georgia
- Vùng Sông Savannah
- Duyên hải Thuộc địa
- Vùng Núi Georgia
- Đảo Vàng Georgia
- Historic South
- Inland Empire
- Đô thị Atlanta
- Các sông miền Nam

#### Hawaii
- Hawaii / Đại Đảo
  - Duyên hải Hamakua
  - Địa khu Puna
- Kahoolawe
- Kauai
- Lānai
- Maui
- Molokai
- Niihau
- Quần đảo Tây Bắc Hawaii
- Oahu
- Tahua

#### Idaho
- Cán chảo Idaho
- Thung lũng Magic
- Nam Idaho
- Trung Idaho
- Cán chảo Idaho
- Đông Idaho
- Thung lũng Magic

#### Illinois

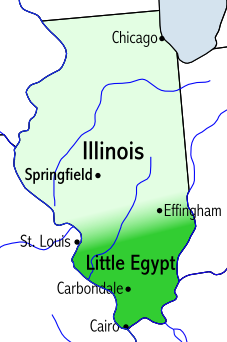
Vùng Tiểu Ai Cập của Illinois

- Chicagoland
- Vùng đô thị Champaign-Urbana
- Trung Illinois
- Tiểu Ai Cập (vùng)
- Thung lũng Fox (Illinois)
- Đô thị-Đông
- American Bottom
- The Tract
- Tây Bắc Illinois
- Nam Illinois

#### Indiana
- Trung Đông Indiana
- Michiana
- Vùng chín quận
- Bắc Indiana
- Tây Bắc Indiana
- Nam Indiana
- Tây Nam Indiana
- Thung lũng Wabash

#### Iowa
- Đại Hồ Iowa
- Đồi Loess
- Quad Cities
- Trung Đông Iowa
- Đông Iowa
- Great River Road
- Tây Iowa

#### Kansas
- Dảy Cherokee
- Đông-Trung Kansas
- Đường mòn Santa Fe
- Đông nam Kansas

#### Kentucky

Các vùng của Kentucky

- Vùng Bluegrass
- Trung Kentucky
- Cao nguyên Cumberland
- Đông Mountain Coal Fields
- Vùng Knobs
- Bắc Kentucky
- Cao nguyên Pennyroyal
- Jackson Purchase
- Tây Coal Fields

#### Louisiana
- Acadiana

- Cajun Heartland
- Sông Parishes

- Trung Louisiana (Cen-La)
- Florida Parishes

Bản đồ các vùng của Louisiana

- Louisiana thuộc Pháp (Acadiana + Đại New Orleans)
- Đại New Orleans
- Bắc Louisiana

#### Maine
- Down East
- High Peaks / Cao nguyên Maine
- Cao nguyên Maine
- Xứ Maine Lake
- Maine North Woods
- Trung Duyên hải
- Vịnh Penobscot
- Nam Duyên hải Maine
- Tây Maine Mountains

#### Maryland
- Vùng đô thị Baltimore-Washington
- Vịnh Chesapeake
- Bờ Đông Maryland
- Nam Maryland
- Tây Maryland
- Vùng Thủ đô

#### Massachusetts
- The Berkshires (hình bên phải)
- Mũi Ann
- Mũi Cod
- Trung Massachusetts
- Đại Boston
- Quần đảo Massachusetts (bao gồm Vườn nho Martha và Nantucket)
- Sông Merrimack
- MetroWest
- Bờ Bắc (Massachusetts)
- Thung lũng Pioneer
- Nam Duyên hải (Massachusetts)
- Bờ Nam (Massachusetts)
- Tây Massachusetts

#### Michigan

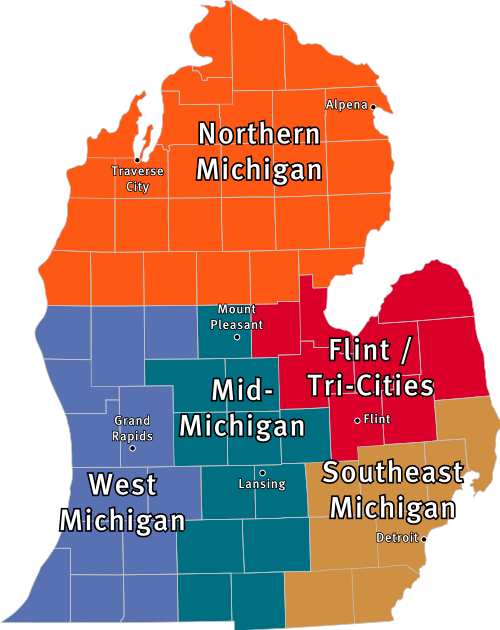
Các vùng của Bán đảo Hạ Michigan

- Bán đảo Hạ Michigan
  - Đông nam Michigan
  - Bắc Michigan
  - Trung hoặc Trung Michigan
  - Trung Michigan
    - Michiana

  - The Thumb
  - Flint/Tri-Cities
- Bán đảo Thượng Michigan
  - Xứ Copper
  - Bán đảo Keweenaw

#### Minnesota
nhỏ|phải|Các vùng của Minnesota
- Vùng Arrowhead
- Boundary Waters
- Đỉnh Buffalo
- Trung Minnesota
- Trung Coulee
- Dãy núi Iron
- Sông Minnesota River
- Bờ Bắc (Hồ Superior)
- Northwest Angle
- Vùng Pipestone
- Thung lũng Red River
- Đông nam Minnesota
- Minneapolis-St. Paul

#### Mississippi
- Golden Triangle
- Đồng bằng Mississippi Alluvial
- Châu thổ Mississippi
- Duyên hải Vịnh Mississippi
- Khu Natchez
- Vành đai Thông (Mississippi)
- Thung lũng Tennessee

#### Missouri

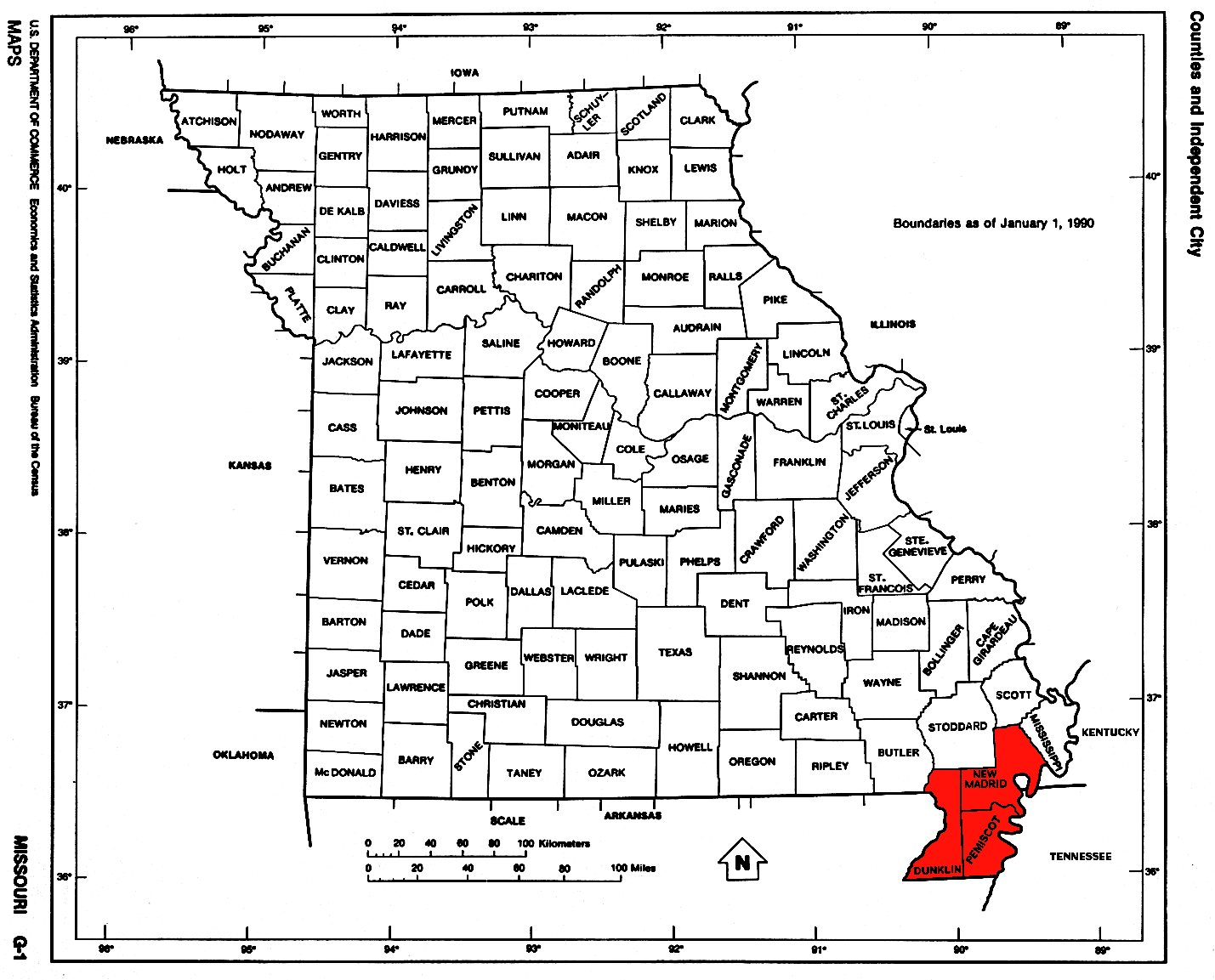
Missouri Bootheel

- Vành đai Chì
- Tiểu Dixie (Missouri)
- Missouri Bootheel
- Natchez Trace
- Đồng bằng Bắc
- The Ozarks

#### Montana
- Xứ Bighorn
- Đông Montana
- The Flathead
- Công viên Quốc gia Glacier
- Nam Trung Montana
- Tây nam Montana
- Tây Montana

#### Nebraska

Cán chảo Nebraska

- Cán chảo Nebraska
- Tây bắc Nebraska
- Đỉnh Pine (vùng)
- Lưu vực Rainwater
- Đồi cát (Nebraska)
- Đông nam Nebraska
- Đồi Wildcat

#### Nevada
- Hoang mạc Black Rock
- Hồ Tahoe
- Vùng đô thị Las Vegas
- Hoang mạc Mojave
- Thung lũng Pahranagat
- Sierra Nevada

#### New Hampshire
- Tam giác Vàng (New Hampshire)
  - Thung lũng Souhegan
- Vùng Duyên hải (New Hampshire)
- Vùng Monadnock
  - Thung lũng Sông Connecticut
- Dartmouth-Hồ Sunapee
- Vùng Lakes (New Hampshire)
- White Mountains
  - Dãy núi Presidential
  - Sông Pemigewasset
  - Sông Saco
- Đại North Woods
- Tây New Hampshire
- Trung New Hampshire

#### New Jersey
- Bắc Jersey
  - Skylands
    - Thung lũng và Đỉnh núi
    - Cao nguyên New York-New Jersey

  - Vùng Gateway
    - Duyên hải Vàng, New Jersey
    - Vùng đồng cỏ New Jersey
    - Bắc Hudson
    - Thung lũng Pascack

  - Thung lũng Delaware
- Trung Jersey
- Nam Jersey
  - New Jersey Pine Barrens
  - Thung lũng Delaware
- Bờ Jersey
  - Bờ Vịnh Raritan

#### New Mexico
- Trung New Mexico
- New Mexico Bootheel
- Đông New Mexico
- Bắc New Mexico

#### New York

Các vùng của New York được định nghĩa bởi Bộ Phát triển Kinh tế Tiểu bang New York

- Hạ New York
  - Vùng đô thị New York
    - Năm Quận (Thành phố New York)

  - Long Island
    - Hamptons
    - Bờ Bắc (Long Island)
    - Bờ Nam (Long Island)
- Thượng New York
  - Tây New York
    - Holland Purchase
    - Khu Burned-over

  - Finger Lakes
  - Xứ Leatherstocking
  - Trung New York
    - Vùng Quân sự Trung New York
    - Phelps and Gorham Purchase

  - Thung lũng Mohawk
  - Nam Tier
  - Khu Thủ phủ
  - Xứ Bắc, New York
    - Dãy núi Adirondack

  - Dãy núi Catskill
    - Vành đai Borscht

  - Thung lũng Hudson
    - Đỉnh Shawangunk

#### Bắc Carolina
- Vùng Núi Bắc Carolina
  - Land of the Sky
    - Dãy núi Đại Smoky
    - Dãy núi Blue Ridge

  - Chân đồi Bắc Carolina
- Piedmont
  - Piedmont Crescent
  - Metrolina (đô thị Charlotte)
  - Piedmont Triad
  - Tam Giác (Bắc Carolina)
- Đồng bằng Duyên hải Đại Tây Dương
  - Duyên hải Crystal
  - Inner Banks
  - Đồi cát (Carolina)
  - Outer Banks

#### Bắc Dakota
- Badlands
- Vách đứng Missouri
- Hành lang Sông Missouri
- Thung lũng Sông Red

#### Ohio

Đầm lầy Great Black gần như bao phủ vùng đen trong các quận tô xanh.

- Khu dành riêng Tây Connecticut (lịch sử, hiện nay không tồn tại)
- Cực Tây bắc Ohio
- Đầm Great Black (cùng với Indiana)
- Đại Cincinnati
- Đại Cleveland
- Quần đảo Hồ Erie
- Thung lũng Miami
- Đông bắc Ohio
- Tây bắc Ohio
- Đông nam Ohio

#### Oklahoma

Cán chảo Oklahoma

- Xứ Arbuckle
- Trung Oklahoma
- Cherokee Outlet
- Xứ Green
- Tiểu Dixie (Oklahoma)
- Đông bắc Oklahoma
- Tây bắc Oklahoma
- Đông nam Oklahoma
- Tây nam Oklahoma
- Cán chảo Oklahoma

#### Oregon
- Dãy núi Cascade
- Trung Oregon
- Hẻm núi Sông Columbia
- Cao nguyên Sông Columbia
- Sông Columbia
- Đông Oregon
- Lòng chảo Harney
- Inland Empire
- Hành lang Núi Hood
- Duyên hải Oregon
- Palouse
- Vùng đô thị Portland
- Thung lũng Rogue
- Nam Oregon
- Thung lũng Treasure
- Thung lũng Tualatin
- Đông Oregon
- Thung lũng Willamette

#### Pennsylvania

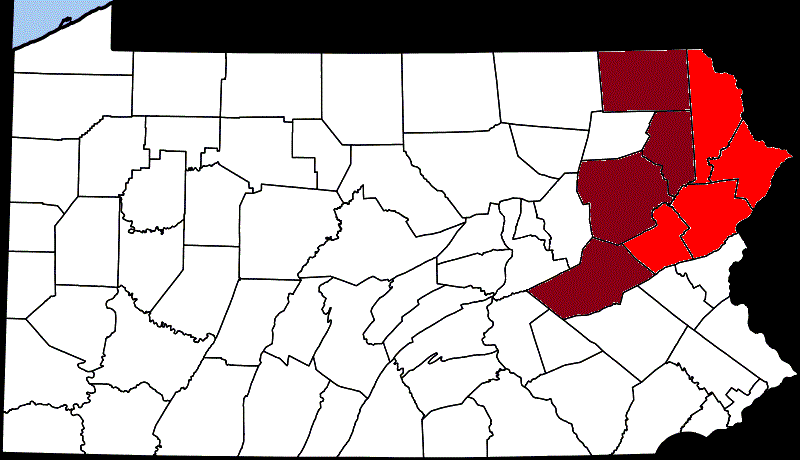
Các quận của vùng Pocono của Pennsylvania

- Rừng Quốc gia Allegheny
- Vùng Than
- Thung lũng Cumberland
- Thung lũng Delaware
- Xứ Hà Lan Pennsylvania
- Dãy núi Endless
- Thung lũng Happy, Pennsylvania
- Cao nguyên Pennsylvania
- Cao nguyên Laurel
- Thung lũng Lehigh
- Bắc Tier
- Đông bắc Pennsylvania
- Vùng Tây bắc Pennsylvania
- Pittsburgh, Pennsylvania
- The Poconos
- Sông Susquehanna
- Thung lũng Wyoming
- Tây Pennsylvania

#### Rhode Island
- Đảo Block
- Thung lũng Sông Blackstone
- Vịnh Đông (Rhode Island)
- Vịnh Tây (Rhode Island)
- Quận Washington, Rhode Island

#### Nam Carolina

##### Các vùng chính
- Thượng Tiểu bang
- Midlands, South Carolina
- Xứ Hạ Nam Carolina

##### Các vùng du lịch/du ngoạn
- Grand Strand
- Đại Charleston
- Xứ Hạ Nam Carolina
- Thành phố Thủ phủ/Xứ Hồ Murray
- Khu Cựu 96
- Khu Cựu Anh
- Pee Dee
- Xứ Santee Cooper
- Xứ Thoroughbred
- Thượng Tiểu bang

##### Các vùng khác
- Dãy núi Blue Ridge
- Piedmont
- Đồi Cát (Carolina)
- Duyên hải Nam Carolina
- Sea Islands
- Metrolina

#### Nam Dakota
- The Badlands
- Black Hills
- Coteau des Prairies

#### Tennessee

##### Các phân vùng Grand
- Đông Tennessee
- Trung Tennessee
- Tây Tennessee

##### Các phân vùng địa lý
- Highland Rim
- Lòng chảo Nashville
- Thung lũng Tennessee

#### Texas

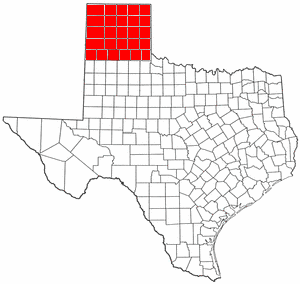
Cán chảo Texas

- Thung lũng Brazos
- Trung Texas
  - Đồng cỏ Blackland
  - Xứ Texas Hill
- Đồng bằng Duyên hải
  - Vịnh Galveston
  - Vùng đô thị Houston
- Đông Texas
  - Piney Woods
- Bắc Texas
  - Vùng đô thị Dallas/Fort Worth
  - Thung lũng Sông Red
  - Đồi Rolling
- Đông bắc Texas
- Piney Woods
- Thung lũng Rio Grande
- Nam Texas
  - Xứ Mission
  - Thung lũng Rio Grande
  - Đồng bằng Nam
- Đông nam Texas
  - Tam giác Vàng
  - Đại Houston
- Tam giác Đô thị Texas
- Tây Texas
  - Cao nguyên Edwards
  - Llano Estacado
  - Lòng chảo Permian
  - Cán chảo Texas (xem hình)
  - Trans-Pecos
  - Đại Bình nguyên

#### Utah
- Thung lũng Cache
- Hoang mạc Canyonlands
- Cao nguyên Colorado
- Dixie
- Đại Hoang mạc Salt Lake
- Hoang mạc Mojave
- Đông nam Utah
- Tây nam Utah
- Dãy núi Uinta
- Tiền Wasatch
- Hậu Wasatch
- Dãy Wasatch

#### Vermont
- Vương quốc Đông bắc
- Thung lũng Champlain
- Núi Mansfield
- Dãy núi Green

#### Virginia
- Lòng chảo Appomattox
- Bờ Đông Virginia
- Hampton Roads
- Tam giác Lịch sử
- Middle Peninsula
- Thung lũng Sông New
- Bắc Neck
- Bắc Virginia

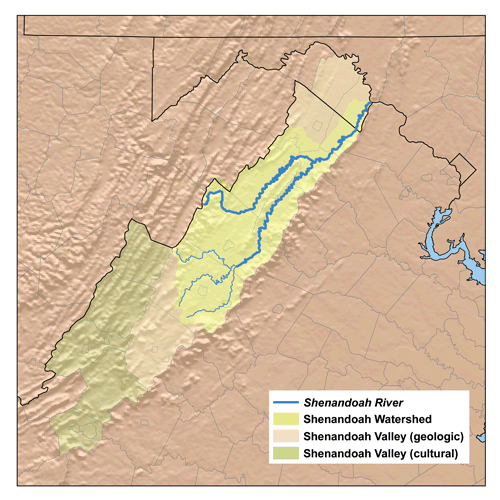
Bản đồ Thung lũng Shenandoah

- Richmond-Petersburg (biệt danh là Trung Virginia)
- Thung lũng Shenandoah
- Nam Hampton Roads
- Southside Virginia
- Southwest Virginia
- Tidewater
- Bán đảo Virginia

#### Washington
- Trung Washington
- Cao nguyên Columbia
- Đông Washington
- Bán đảo Kitsap
- Bán đảo Long Beach
- Xứ Okanogan
- Bán đảo Olympic
- Puget Sound
- Quần đảo San Juan
- Thung lũng Skagit
- Tri-Cities
- Xứ Walla Walla, Washington
- Tây Washington
- Thung lũng Yakima

#### Tây Virginia
- Đông Cán chảo Tây Virginia
  - Cao nguyên Potomac của Virginia
- Bắc-Trung Tây Virginia
- Bắc Cán chảo của Tây Virginia
- Nam Tây Virginia

#### Wisconsin
- Đồng bằng Trung (Wisconsin)
- Bán đảo Door
- Đông Ridges và Vùng đất thấp
- Vùng đất thấp Hồ Superior
- Bắc Cao nguyên
- Tây Upland

#### Wyoming
- Đại Teton
- Xứ Sông Powder
- Yellowstone